# Sveins þáttr ok Finns
Sveins þáttr ok Finns es una historia corta islandesa (þáttr). Joseph Harris  cita que el contenido del relato se debe comprender dentro de un contexto donde la narrativa se centra en un conflicto u oposición entre el cristianismo y el paganismo nórdico, escrita en el periodo de la conversión hacia la cristianización de Islandia. Por su oposición intuitiva a los dioses paganos, el protagonista Finn aparece caracterizado como un pagano con un sentimiento cristiano natural.